# Liste der Kulturgüter in Bardonnex
Die Liste der Kulturgüter in Bardonnex enthält alle Objekte in der Gemeinde Bardonnex im Kanton Genf, die gemäss der Haager Konvention zum Schutz von Kulturgut bei bewaffneten Konflikten, dem Bundesgesetz vom 20. Juni 2014 über den Schutz der Kulturgüter bei bewaffneten Konflikten sowie der Verordnung vom 29. Oktober 2014 über den Schutz der Kulturgüter bei bewaffneten Konflikten unter Schutz stehen.
Objekte der Kategorien A und B sind vollständig in der Liste enthalten, Objekte der Kategorie C fehlen zurzeit (Stand: 1. Januar 2023).

## Kulturgüter
| Foto |                                                                     | Objekt | Kat. | Typ | Standort                                              | Beschreibung |
| ---- | ------------------------------------------------------------------- | --- | ---- | --- | ----------------------------------------------------- | ------------ |
| ja   | Datei hochladen · Wikidata zu Kommende Compesières (Q2985844)       | Kommende Compesières / Commanderie de Compesières KGS-Nr.: 02382                                                       | A    | G   | Route de Cugny 97–99 498175 / 112018                  |              |
| ja   | Datei hochladen · Wikidata zu Domaine Micheli (Q11247134)           | Domaine Micheli KGS-Nr.: 02383                                                                                         | A    | G   | Landecy, Route du Prieur 42–67 498754 / 111287        |              |
| ja   | Datei hochladen · Wikidata zu Museum des Malteserordens (Q11068173) | Kommende Compesières, Museum des Malteserordens / Commanderie de Compesières, Musée de l’Ordre de Malte KGS-Nr.: 08665 | A    | S   | Route de Cugny 99 498175 / 112018                     |              |
| ja   | Datei hochladen · Wikidata zu Domäne d'Evordes (Q29699360)          | Domaine d’Évordes KGS-Nr.: 02381                                                                                       | B    | G   | Chemin des Forches 50–56 499816 / 111644              |              |
| ja   | Datei hochladen · Wikidata zu Bauernhof Perdriau (Q29699374)        | Bauernhof Perdriau / Ferme Perdriau KGS-Nr.: 02385                                                                     | B    | G   | Landecy, Route du Prieur 20–22 498946 / 111166        |              |
| ja   | Datei hochladen · Wikidata zu Befestigtes Haus (Q29699390)          | Befestigtes Haus / Maison forte KGS-Nr.: 02386                                                                         | B    | G   | Place De Brunes 28 496881 / 111640                    |              |
| ja   | Datei hochladen · Wikidata zu Capite sur Verbant (Q29699344)        | Weingut Verbant / Capite de vigne de Verbant KGS-Nr.: 10011                                                            | B    | G   | Chemin de Verbant / Chemin de Badosse 498672 / 112091 |              |